# Голобрдац
Голобрдац је насељено место у општини Церник, Бродско-посавска жупанија, Хрватска.

## Историја
До територијалне реорганизације у Хрватској био је у саставу старе општине Нова Градишка.

## Становништво
У попису становништва из 2011. године, Голобрдац није имао становника.
| Број становника према пописима | Број становника према пописима | Број становника према пописима | Број становника према пописима | Број становника према пописима | Број становника према пописима | Број становника према пописима | Број становника према пописима | Број становника према пописима | Број становника према пописима | Број становника према пописима | Број становника према пописима | Број становника према пописима | Број становника према пописима | Број становника према пописима | Број становника према пописима |
| ------------------------------ | ------------------------------ | ------------------------------ | ------------------------------ | ------------------------------ | ------------------------------ | ------------------------------ | ------------------------------ | ------------------------------ | ------------------------------ | ------------------------------ | ------------------------------ | ------------------------------ | ------------------------------ | ------------------------------ | ------------------------------ |
| 1857.                          | 1869.                          | 1880.                          | 1890.                          | 1900.                          | 1910.                          | 1921.                          | 1931.                          | 1948.                          | 1953.                          | 1961.                          | 1971.                          | 1981.                          | 1991.                          | 2001.                          | 2011.                          |
| 165                            | 188                            | 204                            | 230                            | 251                            | 242                            | 206                            | 218                            | 125                            | 113                            | 114                            | 93                             | 64                             | 46                             | 0                              | 0                              |

Напомена: Од 2001. без становника.

### Попис 1991.
У попису становништва из 1991. године, Голобрдац је имао 46 становника, следећег националног састава:
| Попис 1991.‍ | Попис 1991.‍ | Попис 1991.‍ | Попис 1991.‍ | Попис 1991.‍ |
| ----------- | ----------- | ----------- | ----------- | ----------- |
|             |             |             |             |             |
| Срби        | Срби        |             | 37          | 80,43%      |
| Хрвати      | Хрвати      |             | 2           | 4,34%       |
| Југословени | Југословени |             | 2           | 4,34%       |
| непознато   | непознато   |             | 5           | 10,86%      |
| укупно: 46  |             |             |             |             |

### Попис 1910.
| Голобрдац                                          | Голобрдац                                                   |
| -------------------------------------------------- | ----------------------------------------------------------- |
| језик                                              | вера                                                        |
| укупно: 242 Српски 238 (98,34%) Хрватски 4 (1,65%) | укупно: 242 Православци 238 (98,34%) Римокатолици 4 (1,65%) |